# Св. св. Константин и Елена (Моноспитово)
„Св. св. Константин и Елена“ (на македонска литературна норма: „Св. св. Константин и Елена“) е възрожденска православна църква в струмишкото село Моноспитово, Северна Македония. Част е от Струмишката епархия на Македонската православна църква – Охридска архиепископия.

## История
Църквата е изградена в 1838 година.

## Архитектура
В архитектурно отношение е трикорабна псевдобазилика. Трите кораба са разделени с шест двойки колони. Колоните са изписани с имитация на палмови листа. Капителите са комбинация от торус и трохилус. Храмът е с плосък таван на трите покрива. От север, юг и запад има открит трем. Стените в горната част са олекотени с равномерно вградени керемиди и шупливи цилиндрични керамични елементи, които подобряват акустиката на храма.
При свалянето на хоросановото измазване на църквата е разкрита първоначалната зидна декорация. Апсидата на църквата е разчленена със седем високи, плитки, двойни ниши, разделени с широки пиластри, поставени върху съвсем нисък цокъл. Дъгите на нишите са от тухли, както и либажните слоеве за изравняване и дъгите над прозорците, а останалата зидария е от ломен камък, неравномерно положен с изключение на ъглите на наоса, входните портали и прозоречните отвори. Освен декоративната обработка на апсидата в църквата има и кръстовидни мотиви, изпълнени с тухли – странично на апсидата и между трите прозоречни отвора на източната фасада и на южната фасада между прозорците. Специфичен елемент, който се появява в църквата, са два високи пилатъра с полукръгло сечение, които докосват апсидата от северната и южната страна и завършват в зоната на прозорците над апсидата с прости цилиндрични капители. Сходна е апсидата на по-късната църква „Свети Георги“ в Зъбово, която обаче е с пет, а не със седем ниши и няма удвояване.
На източната фасада в голяма овална мандорла е разположен равностранен фитоморфен кръст (четирилистна детелина), фланкиран от два по-малки кръгли отвора. Прозорците на дългите стени са в плитка правоъгълна ниша, подобно на църквата в Зъбово.
Във вътрешността стълбовете, разделящи трите кораба са измазани с имитация на камък.

## Иконопис
Зографисана е от зограф Андон Петрович от село Гари. Две негови икони са надписани. Едната на Свети Илия е с надпис „Сиѧ икона прїложилъ ѧ со рȢкою Ило ћехаѧ Младеновичъ смиренiй зȢграф Андонъ Петровичъ ѿ село Гари каза Дебра 1858“. Втората икона е на Свети Атанасий и надписът ѝ гласи: „Сиѧ икона приложи со рȢкою Манъчо Коловъ сїнъ мȢ Аѳанасъ ПȢно за дȢевное спасенiе и тѣлесное здравие аминъ зȢграфъ Андонъ 1858“. Отделни икони са дарени от Ильо Младенович, от Велко Панович от селото Габрово и от Дино Манчо — от Бориево, от Коте Годев и други. В 1858 година в църквата работи видният зограф Николай Михайлов. Една икона е дело на Васил Зограф.